# Samopostrežni terminal kartice zdravstvenega zavarovanja
Samopostrežni terminal kartice zdravstvenega zavarovanja (sistem samopostrežnih terminalov, kratica SST), pogovorno poimenovan tudi zdravkomat je bila naprava proizvajalca Siemens, namenjena potrjevanju kartice zdravstvenega zavarovanja v Republiki Sloveniji.
Terminali so bili odstranjeni leta 2010 po uvedbi neposrednega dostopa izvajalcev zdravstvenih storitev do podatkov zdravstvenega zavarovanja.

## Tehnologija
Terminal je sestavljen iz štirih delov:
- Komunikacijski del - v njem je vsa omrežna oprema (usmerjevalnik, omrežno stikalo, rezervna telefonska linija v primeru izpada ADSL povezave, ...)
- Osrednji del - v njem se nahaja računalnik, ki zagotavlja delovanje sistema
- Čitalnik kartice - v tem delu se bere in zapisuje na KZZ
- Zaslon - preko zaslona, občutljivega na dotik, zavarovanec spremlja postopek, dobiva dodatne informacije ali opravlja storitve (naroča evropsko kartico zdravstvenega zavarovanja)

## Omrežje terminalov
V Sloveniji je leta 2008 obratovalo 298 samopostrežnih terminalov, katerih osnovna funkcija je bila potrjevanje kartice. Nameščeni so bili javnih prostorih po vsej Sloveniji, predvsem tam, kjer so jih uporabniki zdravstvenih storitev najbolj potrebovali (v bolnišnicah, zdravstvenih domovih, izpostavah zavarovalnic, lekarnah, ...). Kriteriji za izbiro lokacij so bili v začetku širjenja mreže terminalov število prebivalcev oziroma opredeljenih pacientov, oddaljenost od najbližjega terminala, dostopnost invalidom ...
Terminali so bili preko Telekomovega omrežja povezani s centralno lokacijo v Ljubljani, kjer se je nahajal transakcijsko komunikacijski strežnik. Ta je preko ADSL linije (ali linije ISDN kjer ADSL ni bil mogoč) posameznemu terminalu posredoval ustrezne podatke o kartici ter zavarovanjih iz podatkovnih strežnikov ZZZS, Adriatica Slovenice d.d. Triglava zdravstvene zavarovalnice d.d. in Vzajemne zdravstvene zavarovalnice d.v.z.